# William Anstruther-Gray (baron Kilmany)
Pour les articles homonymes, voir William Anstruther-Gray.
William John St Clair Anstruther-Gray (5 mars 1905 - 6 août 1985) est un homme politique du Parti unioniste écossais.

## Biographie
Fils unique du colonel William Anstruther-Gray de Kilmany et de Clayre Jessie Tennant, il fait ses études au Collège d'Eton et à Christ Church, Oxford, Angleterre. En 1934, il épouse Monica Helen, fille unique de Geoffrey Lambton, deuxième fils du 4e comte de Durham.
Il sert comme lieutenant dans les Coldstream Guards de 1926 à 1930, et avec la Shanghai Defence Force en 1927-1928.
Il est élu député unioniste du North Lanarkshire, en Écosse, en 1931, occupant le siège jusqu'en 1945. Jusqu'en septembre 1939, il est secrétaire parlementaire privé auprès du secrétaire financier du Trésor, de Secrétaire au Commerce extérieur et ensuite de Sir John Colville, secrétaire d'État pour l'Écosse.
En septembre 1939, il rejoint les Coldstream Guards et sert en Afrique du Nord, en France et en Allemagne avec Coldstream Guards et Lothians et Border Horse. Il est promu au grade de major en 1942 et reçoit la Croix militaire en 1943.
Il est directeur général adjoint des postes de mai à juillet 1945. Il se présente à Berwick et East Lothian en février 1950, et est élu pour le siège en 1951, le tenant jusqu'en 1966. Il est président de Ways and Means de 1962 à 1964 (après avoir été vice-président de 1959 à 1962). Il est président du Comité 1922 de 1964 à 1966.
Il est nommé lieutenant adjoint de Fife en 1953 et Lord Lieutenant du Fife de 1975 à 1980. Il est également le représentant de la Couronne pour l'Écosse au General Medical Council de 1952 à 1955.
Il est créé baronnet en 1956, nommé conseiller privé en 1962.
À sa retraite de la Chambre des communes en 1966, il est créé pair à vie avec le titre de baron Kilmany, de Kilmany dans le comté de Fife. Sa femme est décédée en 1985, lui en août de la même année à l'âge de 80 ans.